# فرودگاه های‌گیت
فرودگاه های‌گیت (به انگلیسی: Highgate Airport) یک فرودگاه خصوصی است که یک باند فرود چمن دارد و طول باند آن ۹۳۹ متر است. این فرودگاه در کشور کانادا قرار دارد و در ارتفاع ۲۱۶ متری از سطح دریا واقع شده‌است.